# Zhaitou (sockenhuvudort i Kina, Hebei Sheng, lat 38,57, long 114,03)
Zhaitou är en sockenhuvudort i Kina. Den ligger i provinsen Hebei, i den norra delen av landet, omkring 250 kilometer sydväst om huvudstaden Peking. Antalet invånare är 13 572. Befolkningen består av 6 529 kvinnor och 7 043 män. Barn under 15 år utgör 15,0 %, vuxna 15-64 år 74 %, och äldre över 65 år 9,0 %.
Runt Zhaitou är det ganska tätbefolkat, med 155 invånare per kvadratkilometer. Närmaste större samhälle är Chenzhuang, 6,2 km öster om Zhaitou. Trakten runt Zhaitou består till största delen av jordbruksmark.
Genomsnittlig årsnederbörd är 666 millimeter. Den regnigaste månaden är juli, med i genomsnitt 187 mm nederbörd, och den torraste är januari, med 4 mm nederbörd.